# Pseudonympha trimenii
Pseudonympha trimenii är en fjärilsart som beskrevs av Butler 1868. Pseudonympha trimenii ingår i släktet Pseudonympha och familjen praktfjärilar. Inga underarter finns listade.